# Brandau Glacier
Brandau Glacier är en glaciär i Antarktis. Den ligger i Östantarktis. Nya Zeeland gör anspråk på området. Brandau Glacier ligger 1 957 meter över havet.
Terrängen runt Brandau Glacier är varierad. Trakten är obefolkad. Det finns inga samhällen i närheten.